# Christian Reformed Church
Die Christian Reformed Church (Abkürzung: CRC) ist eine protestantische Kirche reformierter Tradition in Nordamerika. Sie hat 279.000 Mitglieder in 972 Gemeinden (Stand 1997). Etwa drei Viertel der Gemeinden befinden sich in den Vereinigten Staaten, die übrigen in Kanada.
Zu den Bekenntnisschriften der CRC gehören das Apostolische Glaubensbekenntnis, das Glaubensbekenntnis von Nicäa-Konstantinopel und das Athanasische Glaubensbekenntnis, sowie die drei historischen Glaubensbekenntnisse des niederländischen Reformiertentums: die Confessio Belgica, der Heidelberger Katechismus und die Lehrregeln von Dordrecht. Die CRC erkennt darüber hinaus die Belhar Confession an. Ein eigenes Glaubensbekenntnis, Our World Belongs to God, wurde 1986 und in überarbeiteter Form 2008 von der CRC angenommen.
Die Geschichte der Christian Reformed Church beginnt mit niederländischen Einwanderern in die Vereinigten Staaten in der Mitte des 19. Jahrhunderts. 1857 spaltete sich die CRC von der Reformed Church in America ab und stand im 20. Jahrhundert stark unter dem Einfluss des niederländischen Neocalvinismus (Abraham Kuyper). Sie wuchs durch Missionierung und kam mit niederländischen Einwanderern seit 1945 auch nach Kanada. Andererseits kam es in der CRC zu Spaltungen über theologischen Themen sowie Fragen der Gleichberechtigung von Frauen. Heute steht die Christian Reformed Church (nach Einschätzung von James D. Bratt) in einer mittleren Position zwischen dem amerikanischen Mainstram-Protestantismus und dem Evangelikalismus.
Die CRC gliedert sich in 49 Classes, die Delegierte zu der jährlich im Juni stattfindenden Synode entsenden.
Die Christian Reformed Church ist Mitglied der Weltgemeinschaft Reformierter Kirchen sowie des (konservativeren) World Reformed Fellowship.
Volle Kirchengemeinschaft besteht mit folgenden Kirchen:
- fünf südafrikanischen Kirchen: Dutch Reformed Church in Africa, Dutch Reformed Church in South Africa (NGKA), Reformed Church in Africa (RCA), Reformed Churches in South Africa (RCSA), Reformed Churches in South Africa, Soutpansberg-Synode (RCSA-SP) und Uniting Reformed Church in Southern Africa (URCSA);
- drei Kirchen in Nigeria, nämlich der Christian Reformed Church of Nigeria, der Universal Reformed Christian Church und der Reformed Church of Christ for Nations;
- einer niederländischen Kirche, der Protestantse Kerk in Nederland (PKN);
- zwei nordamerikanischen Kirchen: Evangelical Presbyterian Church (EPC) und Reformed Church in America (RCA), sowie dem nordamerikanischen Covenant Order of Evangelical Presbyterians (ECO);
- Evangelical Presbyterian Church – Synod of the Nile in Ägypten;
- Christian Reformed Church in Cuba (CRCC);
- Evangelical Reformed Church in Brazil (ERCB);
- Reformed Church in Argentina (RCA);
- Christian Reformed Church in the Philippines;
- Christian Reformed Church of Myanmar;
- Christian Church of Sumba, Indonesien;
- Christian Reformed Church of Sri Lanka;
- Reformed Church in Japan.